# Justizvollzugsanstalt München

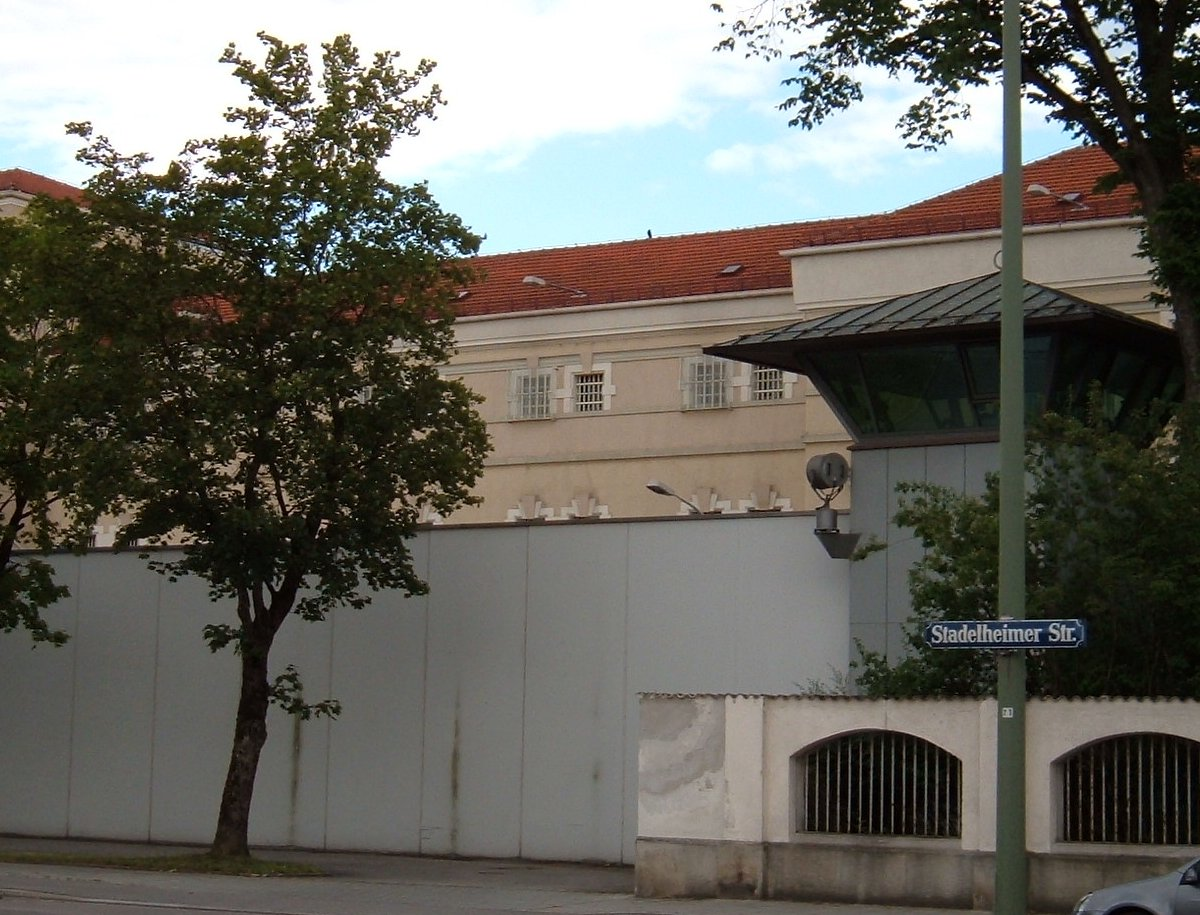
Stadelheimer Straße 12

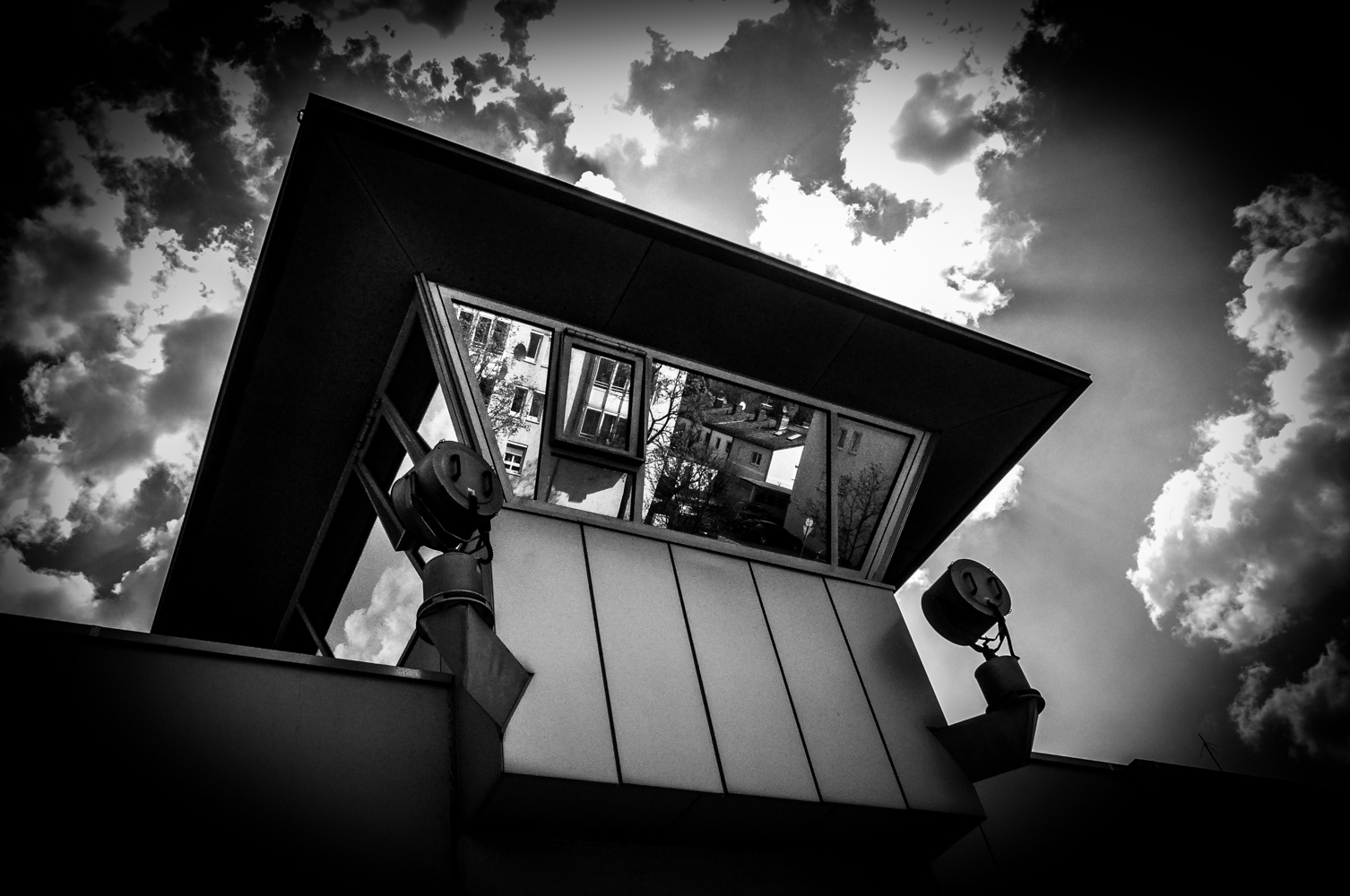
Wachturm der JVA München (Stadelheimer Straße)

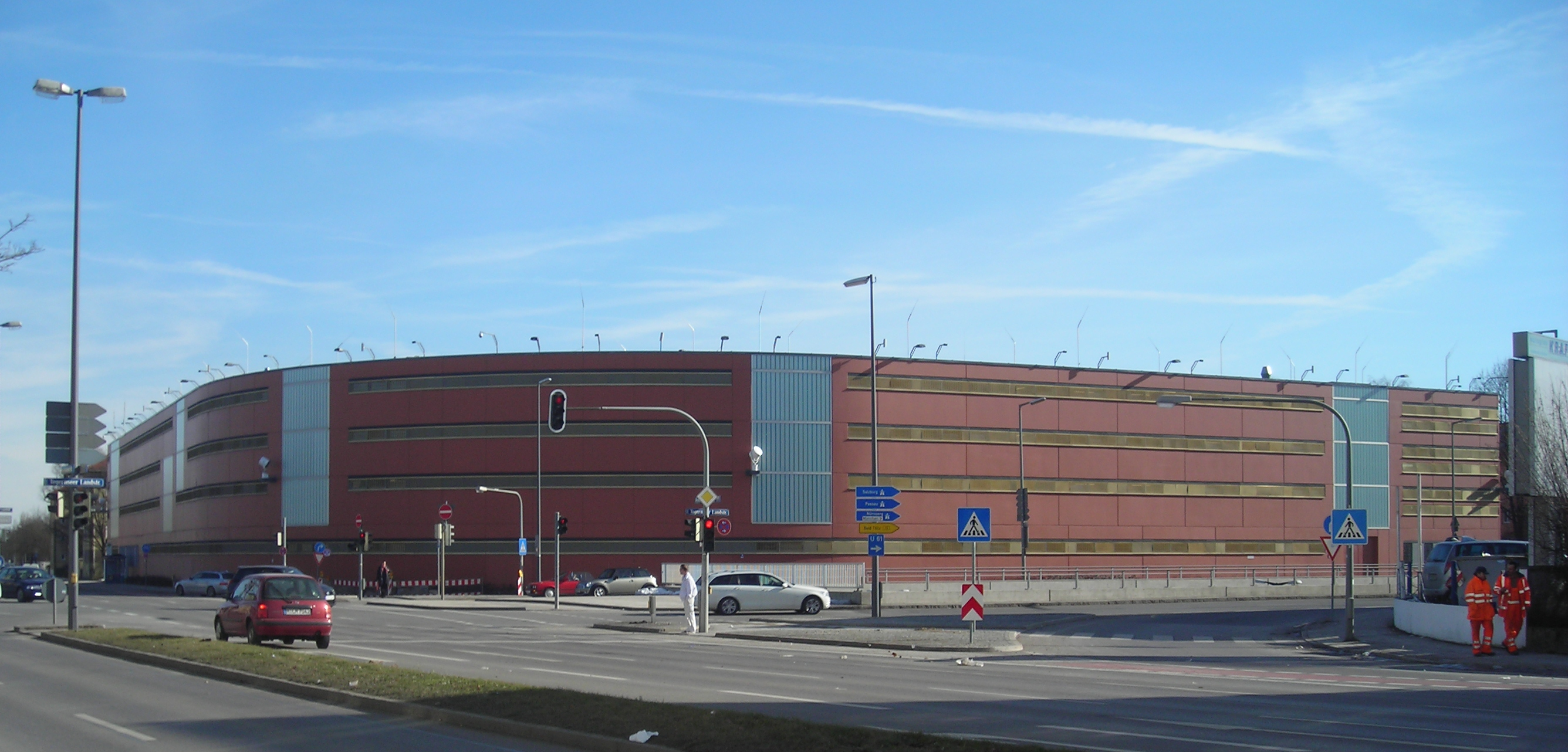
Frauenabteilung und Jugendarrestanstalt, Schwarzenbergstraße 14

Die Justizvollzugsanstalt München (umgangssprachlich meist Stadelheim genannt) in der Stadelheimer Straße im Münchner Stadtteil Giesing gehört mit 14 ha Nutzfläche zu den größten Justizvollzugsanstalten in Deutschland.

## Zahlen
Es existieren fünf Gebäude (Nord-, Süd-, West-, Ostbau und Bauteil „N“), inklusive der offenen Vollzugsanstalt in der Leonrodstraße. Sie besitzen eine Gesamtkapazität von 1379 Haftplätzen, die in Notständen auf 2100 erweitert werden kann. Die höchste Auslastung der JVA-Gebäude bestand am 9. November 1993 mit 1969 Gefangenen. In Stadelheim werden größtenteils männliche Gefangene und junge Untersuchungsgefangene inhaftiert. Hinzu kommen der Jugendarrest mit 59 Plätzen, die Frauenabteilung und die mittlerweile geschlossene JVA Neudeck, die zusammen weitere 159 Gefangene aufnehmen konnten. Im Jahr 2001 betrug die durchschnittliche Belegung 1581 Inhaftierte und lag damit deutlich oberhalb der regulären, gesetzlich zugelassenen Häftlingskapazität. Im Jahr 2001 waren 596 Personen in der JVA Stadelheim beschäftigt, davon 506 Beamte und 90 Angestellte. Außerdem gibt es eine Kirche auf dem Gefängnisgelände. Der Tageshaft-Kostensatz pro Inhaftiertem betrug 2018 insgesamt 107,79 Euro. Pro Jahr finden bis zu drei Hochzeiten statt. Die durchschnittliche Verweildauer über alle Haftarten beträgt 101 Tage. Eine Einzelzelle ist etwa acht Quadratmeter groß. Im Raum befindet sich ein Bett, ein Schrank, ein Tisch, ein Regal, ein Waschbecken, ein Fernseher und in den meisten Bauteilen eine abgetrennte Toilette.

## Außenstellen
Der Jugend- und Frauenstrafvollzug findet seit 2009 in einem Neubau, in unmittelbarer Nachbarschaft zum Hauptgelände statt. Dort stehen Haftplätze für 150 Frauen, 46 männliche und 14 weibliche Jugendliche zur Verfügung. Das Gebäude, das im Rahmen des Public-Private-Partnership errichtet und betrieben wird (Auftrag für Planung, Bau, Finanzierung, Betrieb und die Unterhaltung der Ver- und Entsorgungsanlagen einschließlich der Energielieferung ist/war Aufgabe der privatwirtschaftlichen Vertragspartner). Die Einweihung fand am 26. Mai 2009 statt. Grundstückseigentümer des großen Areals (Stadelheimer Straße 4 bis 6, ca. 8.850 m²) ist seit 8. Dezember 1994 der Freistaat Bayern (zuvor Bundeseigentum). Für den Vollzug von Freigängern gibt es eine Außenstelle in der Leonrodstraße mit 20 Plätzen.
Bis 2009 war der Strafvollzug für Frauen und Jugendliche in der ehemaligen Justizvollzugsanstalt Neudeck im Stadtteil Au untergebracht.

## Geschichte
Die dauernde Überbelegung der Münchner Gefängnisse Anger, Baaderstraße und Lilienberg sowie bauliche Mängel führten 1892 zu Überlegungen zur Errichtung eines neuen Zentralgefängnisses. So entstand 1894 auf dem ehemaligen Gut Stadelheim, der sogenannte Nordbau, als erster Bauabschnitt für 465 Gefangene. Sieben Jahre später, 1901, eröffnete der Südbau. Die erste Hinrichtung wurde am 26. April 1895 ausgeführt. Beide Bauten stehen heute unter Denkmalschutz. Nach dem Ende des Ersten Weltkrieges war Ernst Pöhner Gefängnisleiter; er wurde am 3. Mai 1919 zum Polizeipräsidenten von München ernannt.
Es wurden in München-Stadelheim mindestens 1049 Gefangene hingerichtet, wovon nur 13 auf die Zeit zwischen 1895 und 1927 entfallen, darunter Eugen Leviné († 1919). Der Großteil der Hinrichtungen wurde in der Zeit des Nationalsozialismus zwischen 1933 und 1945 ausgeführt, als Stadelheim zusammen mit dem Untersuchungsgefängnis Stuttgart und dem Zuchthaus Bruchsal als „zentrale Hinrichtungsstätte für den Vollstreckungsbezirk VIII“ vorgesehen war; als zuständiger Scharfrichter fungierte Johann Reichhart. Unter den mindestens 1035 Getöteten dieser Zeit waren unter anderem Ernst Röhm († 1934) und die Mitglieder der Weißen Rose († 1943). Die hingerichteten Personen wurden teilweise auf dem benachbarten Friedhof am Perlacher Forst beerdigt.
Bei der Niederschlagung der Münchner Räterepublik Anfang Mai 1919 kam es im Gefängnis Stadelheim zu zahlreichen widerrechtlichen Tötungen durch die siegreiche weiße Soldateska. Nach dem Zeugnis von Ernst Toller, der in Stadelheim inhaftiert wurde, stand am Gefängnistor in weißer Kreideschrift zu lesen: „Hier wird aus Spartakistenblut Blut- und Leberwurst gemacht, hier werden die Roten kostenlos zu Tode befördert.“
Eine Besonderheit ist, dass Kurt Eisner, sein Mörder Anton Graf von Arco auf Valley, Adolf Hitler und Ernst Röhm zu unterschiedlichen Zeiten alle in derselben Gefängniszelle (Zelle Nr. 474) eingesessen haben. Röhm wurde in dieser Zelle am Abend des 1. Juli 1934 ermordet.
In der Zeit des Nationalsozialismus befand sich hier ein Arbeitslager.

## Trivia
Ein „Stadelheimer“ ist in der Umgangssprache von München und Umgebung ein Vorbestrafter. Die JVA wird scherzhaft auch „Sankt Adelheim/St. Adelheim“ genannt.

### Besondere Vorkommnisse

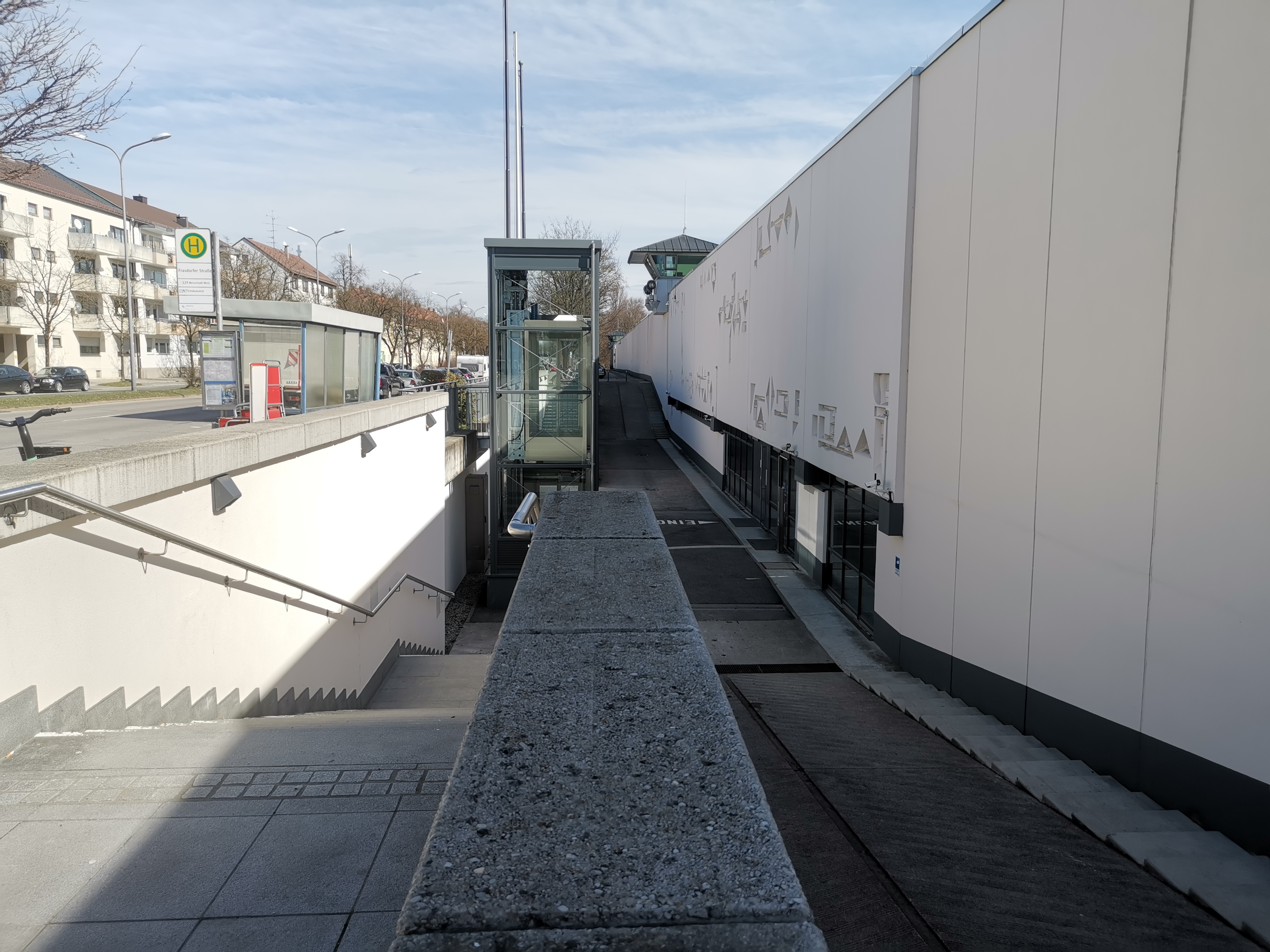
Eingangsbereich

Am 22. August 1986 nahm ein Häftling einen Rechtsanwalt als Geisel, der im Besprechungszimmer der JVA auf einen Mandanten wartete. Der Anwalt konnte befreit werden, wurde jedoch durch eine selbstgebastelte Bombe des Geiselnehmers verletzt. Aufgrund ungenügender Sicherheitsmaßnahmen in der JVA erhielt er ein Schmerzensgeld vom Freistaat Bayern.
In einem Innenhof der JVA Stadelheim wurde 2010 eine kurze Szene der Folge Die Heilige der Fernseh-Kriminalreihe Tatort gedreht.
Am 17. Januar 2014 wurde die Gefängnispsychologin Kerstin S. wegen sexuellen Missbrauchs von Häftlingen und besonders schwerer Bestechlichkeit vom Amtsgericht München zu zwei Jahren und neun Monaten Haft verurteilt.

### Gedenkstätte

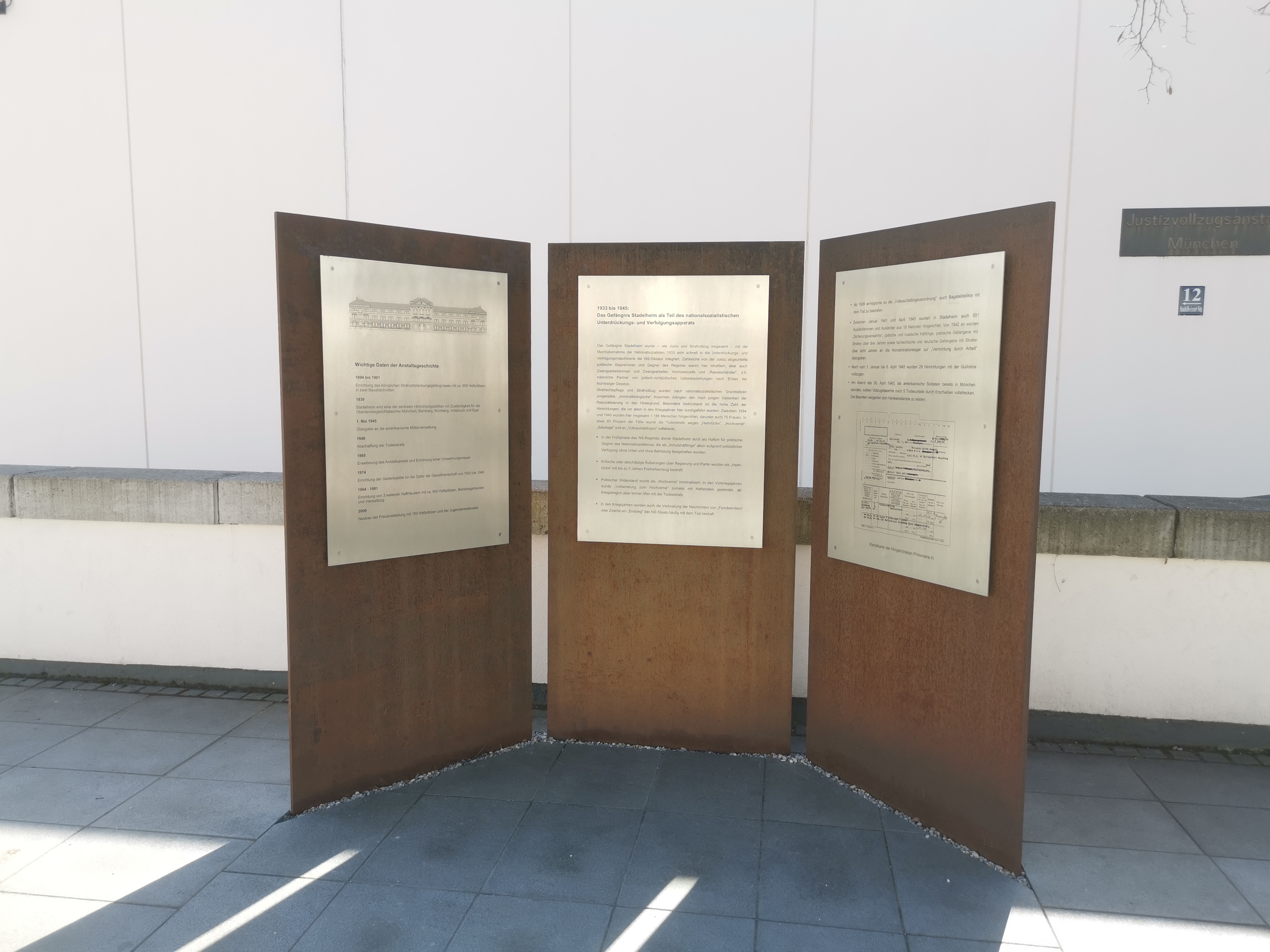
Gedenktafeln zur NS-Zeit vor dem Haupteingang

Eine Gedenkstätte für die Mitglieder der Weißen Rose, gestaltet durch den Bildhauer Wilhelm Breitsameter, wurde 1974 errichtet und kann von Gruppen nach Anmeldung besucht werden. Am 65. Jahrestag der Hinrichtung (22. Februar 2008) von Hans und Sophie Scholl und Christoph Probst in Stadelheim wurde die Gedenkstätte erstmals für die Öffentlichkeit zugänglich gemacht.

### Mahnmal außerhalb der Mauern
Seit dem 24. Juli 2020 erinnern drei Gedenktafeln vor der JVA Stadelheim an das Schicksal der Menschen, die während der NS-Zeit dort inhaftiert waren. Die Gedenksteine sollen an die 1.188 Menschen erinnern, die zwischen 1934 und 1945 hinter den Gefängnismauern hingerichtet wurden, seit Bestehen der JVA Stadelheim wurden insgesamt 1.399 Menschen hingerichtet. Auf Anregung der Stadt München sollte auch außerhalb der Mauern für die Bevölkerung ein Mahnmal geschaffen werden. Stadelheim sei eine der zentralen Hinrichtungsstätten des Deutschen Reiches gewesen.
Das Mahnmal außerhalb der Mauern wurde auf Anregung der Tochter des im Strafgefängnis München-Stadelheim inhaftierten Widerstandskämpfers Karl Delbeck initiiert und vom Bayerischen Justizministerium realisiert.

### Lagerung der Guillotine
Die Guillotine, mit der zwischen 1933 und 1945 die Häftlinge in der JVA Stadelheim hingerichtet wurden, galt lange als verschollen, bis Recherchen der „Bayernchronik“ und der „Abendschau“ des Bayerischen Rundfunks (BR) ergaben, dass sich das Fallbeil seit 1974 im Depot des Bayerischen Nationalmuseums befindet. Nach Ende des Zweiten Weltkriegs war die Guillotine zuerst nach Straubing und dann in die JVA Regensburg gebracht worden. Der bayerische Kultusminister Ludwig Spaenle (CSU) sprach sich dagegen aus, die Guillotine in eine „beliebige Ausstellung“ zu integrieren.

## Prominente Insassen

### Bis 1933
- Anton Graf von Arco auf Valley (1897–1945), der Mörder Kurt Eisners
- Kurt Eisner (1867–1919), nach dem Januarstreik 1918 verhaftet, ab Sommer bis zum 14. Oktober 1918 in Stadelheim
- Adolf Hitler (1889–1945), vom 24. Juni bis 27. Juli 1922 wegen Landfriedensbruchs über einen Monat inhaftiert in Zelle 70, in der zuvor schon Kurt Eisner einsaß.[25][26]
- Gustav Landauer (1870–1919), am 2. Mai 1919 hingerichtet
- Sonja Lerch (1882–1918), nach dem Januarstreik 1918 verhaftet, Suizid am 29. März 1918
- Eugen Leviné (1883–1919), am 5. Juni 1919 hingerichtet
- Konrad Lotter, Anführer des Lotter-Putsches, war von Februar 1919 bis Anfang Mai 1919 inhaftiert
- Ludwig Quidde (1858–1941), am 20. Januar 1896 der versuchten Majestätsbeleidigung beschuldigt und zu drei Monaten Haft verurteilt
- Ludwig Thoma (1867–1921), 1906 eine sechswöchige Haftstrafe wegen Beleidigung der Sittlichkeitsvereine
- Ernst Toller (1893–1939), Schriftsteller und Dramatiker, Politiker und linkssozialistischer Revolutionär, inhaftiert 1919–1924

### 1933 bis 1945
- Franz Amberger (1887–1943), österreichischer Widerstandskämpfer, am 12. Februar 1943 hingerichtet
- Franz Aschenberger (1898–1943), österreichischer Widerstandskämpfer, am 11. Mai 1943 hingerichtet[27]
- Josef Axinger (1871–1944), deutsch-österreichischer Widerstandskämpfer (SPÖ), am 3. August 1944 hingerichtet[28]
- Max Bär (1903–1944), österreichischer Widerstandskämpfer, am 24. Februar 1944 hingerichtet
- Franz Baumgartner (1917–1944), österreichischer Kriegsdienstverweigerer, am 19. Mai 1944 hingerichtet[29]
- Karl Biack (1900–1944), österreichischer römisch-katholischer Polizeijurist, am 7. November 1944 hingerichtet
- Alois Brunner (1907–1943), österreichischer Widerstandskämpfer, Mitglied von Neu Beginnen, am 9. September 1943 hingerichtet
- Josefine Brunner (1909–1943), österreichische Widerstandskämpferin, am 9. September 1943 hingerichtet[30]
- Viktor da Pont (1896–1944), österreichisches Mitglied der Uhrig-Römer-Gruppe, am 3. August 1944 hingerichtet[31]
- Jules Fremont, Mitglied der Ceux de la Libération (CDLL), am 21. September 1943 hingerichtet
- Hermann Frieb (Neu Beginnen) (1909–1943), am 12. August 1943 hingerichtet
- René Gallais, Mitglied der Ceux de la Libération (CDLL), am 21. September 1943 hingerichtet[32]
- Heinrich Gittler (1915–1943), österreichischer Widerstandskämpfer (KPÖ), am 15. Juli 1943 hingerichtet[33]
- Johann Graber (1918–1944), österreichischer Soldat und Widerstandskämpfer, am 18. Februar 1944 hingerichtet
- Willi Graf (Weiße Rose) (1918–1943), am 12. Oktober 1943 hingerichtet
- Georg Gruber (1915–1944), österreichisches Mitglied der Uhrig-Römer-Gruppe, am 30. Juni 1944 hingerichtet[34]
- Hans Haberl (1924–2016), Mitglied der Vierergruppe München, am 1. Mai 1945 von US-amerikanischen Truppen befreit
- Ludwig Haiden, Alfred Höchstätter (1902–1944) und Josef Postl, österreichische Widerstandskämpfer, am 25. Januar 1944 hingerichtet
- Josef Haidinger (1898–1943), österreichischer Widerstandskämpfer, am 11. Mai 1943 hingerichtet[35]
- Rudolf Hartl (1909–1943), österreichische Widerstandskämpfer (SPÖ), am 30. Juli 1943 hingerichtet
- Hans Hartwimmer, Mitglied der Hartwimmer-Olschewski-Gruppe, am 31. Oktober 1944 hingerichtet
- Hans Hayn (1896–1934), wegen Beteiligung am Röhm-Putsch am 30. Juni 1934 erschossen
- Wilhelm Hebra (1885–1944), österreichischer Schriftsteller und Monarchist, am 27. Oktober 1944 hingerichtet
- Edmund Heines (1897–1934), wegen Beteiligung am Röhm-Putsch am 30. Juni 1934 erschossen
- Peter von Heydebreck (1889–1934), wegen Beteiligung am Röhm-Putsch am 30. Juni 1934 erschossen
- Leopold Hock (1914–1943), österreichischer Widerstandskämpfer (KPÖ), am 30. Juli 1943 hingerichtet[36]
- Otto Horst (1886–1944), österreichischer Widerstandskämpfer, am 18. Februar 1944 hingerichtet[37]
- Kurt Huber (Weiße Rose) (1893–1943), am 13. Juli 1943 hingerichtet
- Johann Illner (1908–1943), österreichischer Widerstandskämpfer (KPÖ), am 19. April 1943 hingerichtet
- Lehmann „Leo“ Katzenberger (1873–1942), deutscher Geschäftsmann, am 3. Juni 1942 hingerichtet
- Walter Klingenbeck (1924–1943), Mitglied der Vierergruppe München, am 5. August 1943 hingerichtet
- Magdalena Knödler (1897–1933), Mitglied der KPD, Suizid am 24. April 1933[38]
- Wilhelm Lai (1909–1943), Eisendreher und Mitglied der KPD, am 21. September 1943 hingerichtet
- Ferdinand Lang (1913–1944), österreichischer Widerstandskämpfer, am 21. November 1944 hingerichtet[39]
- François Lebosset, Mitglied der Ceux de la Libération (CDLL), am 21. September 1943 hingerichtet
- Hans Leipelt (Weiße Rose Hamburg) (1921–1945), am 29. Januar 1945 hingerichtet
- Raymond Loizance, Mitglied der Ceux de la Libération (CDLL), am 21. September 1943 hingerichtet
- Friedrich Ritter von Lama (1876–1944), katholischer Journalist, inhaftiert wegen Hörens von Radio Vatikan, am 9. Februar 1944 hingerichtet
- Johann August Malin (1902–1942), österreichischer Arbeiter, wegen „Vorbereitung zum Hochverrat und Wehrkraftzersetzung“ am 9. Februar 1942 hingerichtet
- Josef Micheler (1892–1944), österreichische Widerstandskämpfer, am 7. Juli 1944 hingerichtet[40]
- Andreas Obernauer (1901–1944), Mitglied der Hartwimmer-Olschewski-Gruppe, am 17. August 1944 hingerichtet[41]
- Franz Ofner (1921–1943), österreichischer Widerstandskämpfer (KPÖ), am 15. Juli 1943 hingerichtet
- Wilhelm Olschewski jun., Mitglied der Hartwimmer-Olschewski-Gruppe, am 28. Juni 1944 hingerichtet
- Wilhelm Olschewski sen., Mitglied der Hartwimmer-Olschewski-Gruppe, am 30. April 1943 in der U-Haft ermordet
- Hugo Paterno (1896–1944), österreichischer Zollwachbeamter, wegen Wehrkraftzersetzung am 7. Juli 1944 hingerichtet
- Antoine Perez, Mitglied der Ceux de la Libération (CDLL), am 21. September 1943 hingerichtet
- Pietro Pironi (1922–1944), italienischer Widerstandskämpfer, am 29. August 1944 hingerichtet[42]
- Marcel Pitois, Mitglied der Ceux de la Libération (CDLL), am 21. September 1943 hingerichtet
- Erich Porsch (1909–1944), Mitglied der  Widerstandsgruppe um Franz Zielasko, am 20. Oktober 1944 hingerichtet
- Georg Prodinger (1924–1944), österreichischer Kriegsdienstverweigerer, am 25. Januar 1944 hingerichtet[43]
- Christoph Probst (Weiße Rose) (1919–1943), am 22. Februar 1943 hingerichtet
- Karl Punzer (1912–1944), österreichischer Widerstandskämpfer, am 5. Dezember 1944 hingerichtet
- Anton Rausch (1913–1944), österreichisches Mitglied der Uhrig-Römer-Gruppe, am 30. Juni 1944 hingerichtet[44]
- Daniel von Recklinghausen (1925–2011), Mitglied der Vierergruppe München, am 1. Mai 1945 von US-amerikanischen Truppen befreit
- Anton Reindl (1903–1943), österreichischer Widerstandskämpfer (KPÖ), am 8. Juli 1943 hingerichtet
- Josef Reischenböck (1890–1943), österreichischer Widerstandskämpfer, am 7. Mai 1943 hingerichtet[45]
- Louis Richer, Mitglied der Ceux de la Libération (CDLL), am 21. September 1943 hingerichtet
- Jules Rochelle, Mitglied der Ceux de la Libération (CDLL), am 21. September 1943 hingerichtet
- Ernst Röhm (1887–1934), ehemaliger SA-Stabschef, am 1. Juli 1934 in Zelle Nr. 70 getötet
- Giuliano Sbigoli (1923–1944), italienischer Widerstandskämpfer, am 29. August 1944 hingerichtet[46]
- Karl Schallmoser (1906–1943), österreichischer Widerstandskämpfer, am 22. Juli 1943 hingerichtet[47]
- Andreas Schillack (1907–1944), deutscher Bergmann und Unterstützer von Franz Zielasko, am 20. Oktober 1944 hingerichtet
- Alexander Schmorell (Weiße Rose) (1917–1943), am 13. Juli 1943 hingerichtet
- Wilhelm Schmid (1889–1934), wegen Beteiligung am Röhm-Putsch am 30. Juni 1934 erschossen
- Hilde Schmidberger (1925–1945), österreichisches Hausmädchen, am 31. Januar 1945 hingerichtet[48]
- August Schneidhuber (1887–1934), wegen Beteiligung am Röhm-Putsch am 30. Juni 1934 erschossen
- Hans Scholl (1918–1943) und Sophie Scholl (Weiße Rose) (1921–1943), am 22. Februar 1943 hingerichtet
- Nikolaus Schwarz (1898–1944), österreichischer Widerstandskämpfer, am 20. Februar 1944 hingerichtet[49]
- Rudolf Smolik (1902–1943), österreichischer Widerstandskämpfer (KPÖ), am 30. Juli 1943 hingerichtet
- Remo Sottili (1911–1944), italienischer Widerstandskämpfer, am 29. August 1944 hingerichtet[50]
- Hans Erwin von Spreti-Weilbach (1908–1934), wegen Beteiligung am Röhm-Putsch am 30. Juni 1934 erschossen
- Ernst Stoiber (1922–1943), österreichischer Widerstandskämpfer, wegen antinazistischer Betätigung im kommunistischen Untergrund am 10. Juni 1943 hingerichtet
- Friedrich Struckmeier (1900–1944), Bergmann und Unterstützer der der Widerstandsgruppe um Franz Zielasko, am 20. Oktober 1944 hingerichtet
- Adele Stürzl (1892–1944), österreichisches Mitglied der Uhrig-Römer-Gruppe, am 30. Juni oder 16. August 1944 hingerichtet
- Josef Thalhammer (1902–1943), österreichischer Widerstandskämpfer, am 30. Juli 1943 hingerichtet[51]
- Hans Vogl (1895–1944), österreichisches Mitglied der Uhrig-Römer-Gruppe, am 30. Juni 1944 hingerichtet
- Arthur Vogt (1912–1944), Schweizer, wegen „Feindbegünstigung“ am 12. September 1944 hingerichtet
- Bebo Wager (Revolutionäre Sozialisten) (1905–1943), am 12. August 1943 hingerichtet
- Josef Wartinger (1897–1943), österreichischer Widerstandskämpfer, am 30. Juli 1943 hingerichtet[52]
- Johann Wild (1892–1941), wegen „Rundfunkverbrechen“ am 17. Mai 1941 hingerichtet[53]

### Nach 1945
- Breno Vinícius Rodrigues Borges (* 1989), brasilianischer Fußballspieler, inhaftiert vom 4. Juli 2012 bis 20. Dezember 2014 wegen schwerer Brandstiftung[54]
- Markus Braun (* 1969), ehemaliger CEO des Finanzdienstleisters WireCard, seit 10. November 2022 in U-Haft, verlegt von der JVA Augsburg-Gablingen[55]
- John Demjanjuk (1920–2012), Kriegsverbrecher, inhaftiert am 12. Mai 2009, am 12. Mai 2011 entlassen wegen Haftunfähigkeit
- Manfred Genditzki (* 1960), 2010 wegen vermeintlichen Mordes verurteilt und am 7. Juli 2023 freigesprochen[56]
- Gerhard Gribowsky (* 1958), ehemaliger Vorstand der BayernLB, wegen Bestechlichkeit und Untreue 2012 zu achteinhalb Jahren Haft verurteilt[57]
- Günther Kaufmann (1947–2012), deutscher Schauspieler, 2001 inhaftiert, gestand einen Mord, den er nicht begangen hatte[58]
- Ingrid Schubert (1944–1977), RAF-Terroristin, Suizid durch Erhängen am 12. November 1977
- Oliver Shanti (* 1948), Musiker und Musikproduzent, ab 2008, 2009 Suizidversuch und Verurteilung zu 6 Jahren und 10 Monaten wegen Kindesmissbrauchs[59][60]
- Karl Wolff (1900–1984), General der Waffen-SS, 1962 angeklagt wegen der Ermordung hunderttausender Juden[61]
- Beate Zschäpe (* 1975), Mitglied des Nationalsozialistischen Untergrunds (NSU), 2013–2019 in U-Haft,[62] verlegt in die Justizvollzugsanstalt Chemnitz

## Gebäude
In den 1960er bis 1980er Jahren wurde das Gefängnis durch einen West- und Ostbau und einen Neubau mit etwa 800 Haftplätzen erweitert und eine Umwehrungsmauer errichtet. Dazu gehören auch unter anderem Verwaltungsgebäude und Werkstätten, die Kirche Heilige Maria, eine Krankenstation, eine Wäscherei, eine Schlosserei, eine Schreinerei, eine Kfz-Werkstatt und eine Gärtnerei. 2009 erfolgte der Neubau der Frauenabteilung mit 160 Haftplätzen und der Jugendarrestanstalt.
Im Keller im Ostbau befindet sich das etwa 70 Quadratmeter große Gefängnismuseum, das nur für ausgewählte Besucher geöffnet ist. Es enthält Originalurkunden, Zeitdokumenten, Fotos und Gegenstände, die bei den Gefangenen sichergestellt wurden, z. B. Utensilien für Fluchtversuche.
Im September 2016 wurde das neu errichtete unterirdische Sitzungssaalgebäude innerhalb des umwehrten Geländes für Verfahren mit höchster Sicherheitsstufe eröffnet. Es finden dort 250 Menschen Platz. Der Saal kann in zwei kleinere Säle aufgeteilt werden. Es ist beabsichtigt, hier vor allem Staatsschutzverfahren zu verhandeln, Anlass war der NSU-Prozess. Die Kosten beliefen sich auf 17 Millionen Euro. Zuvor gab es nur einen Hochsicherheitsgerichtssaal in Deutschland, der sich innerhalb einer JVA befindet, dabei handelt es sich um die Justizvollzugsanstalt Stuttgart.